# 国会議事堂 (アルゼンチン)
国会議事堂（こっかいぎじどう、スペイン語: Palacio del Congreso de la Nación Argentina）は、アルゼンチン国民議会の議事堂。首都ブエノスアイレスにある。議会は二院制である。

## 概要
1906年完成。装飾性の高い建造物で、彫刻の制作は1940年代まで続けられた。正面入口の上部にある四頭馬車「クアドリガ」の銅像は重さ20トンもある。ドームの高さは80mあり見通しの良い国会広場の西端に位置しているため、遠くからでもその威容を見ることができる。議事堂はアルゼンチン国道の道路元標となっておりブエノスアイレスの中心と見なされている。
下院議場は議事堂の後部、上院議場は中央南寄りに配置されている。ドーム直下の「青の部屋」は豪華な装飾と巨大なシャンデリアが特徴となっており、儀礼的な行事で使用される。南東部の国会図書館はイタリアから輸入したくるみの木で製作された調度品が印象的である。
議事堂の内外には多数の彫刻が置かれているが、女流作家ロラ・モラの作品はその肉感的な裸体表現のため議会でも賛成派と反対派にわかれて論争となった。

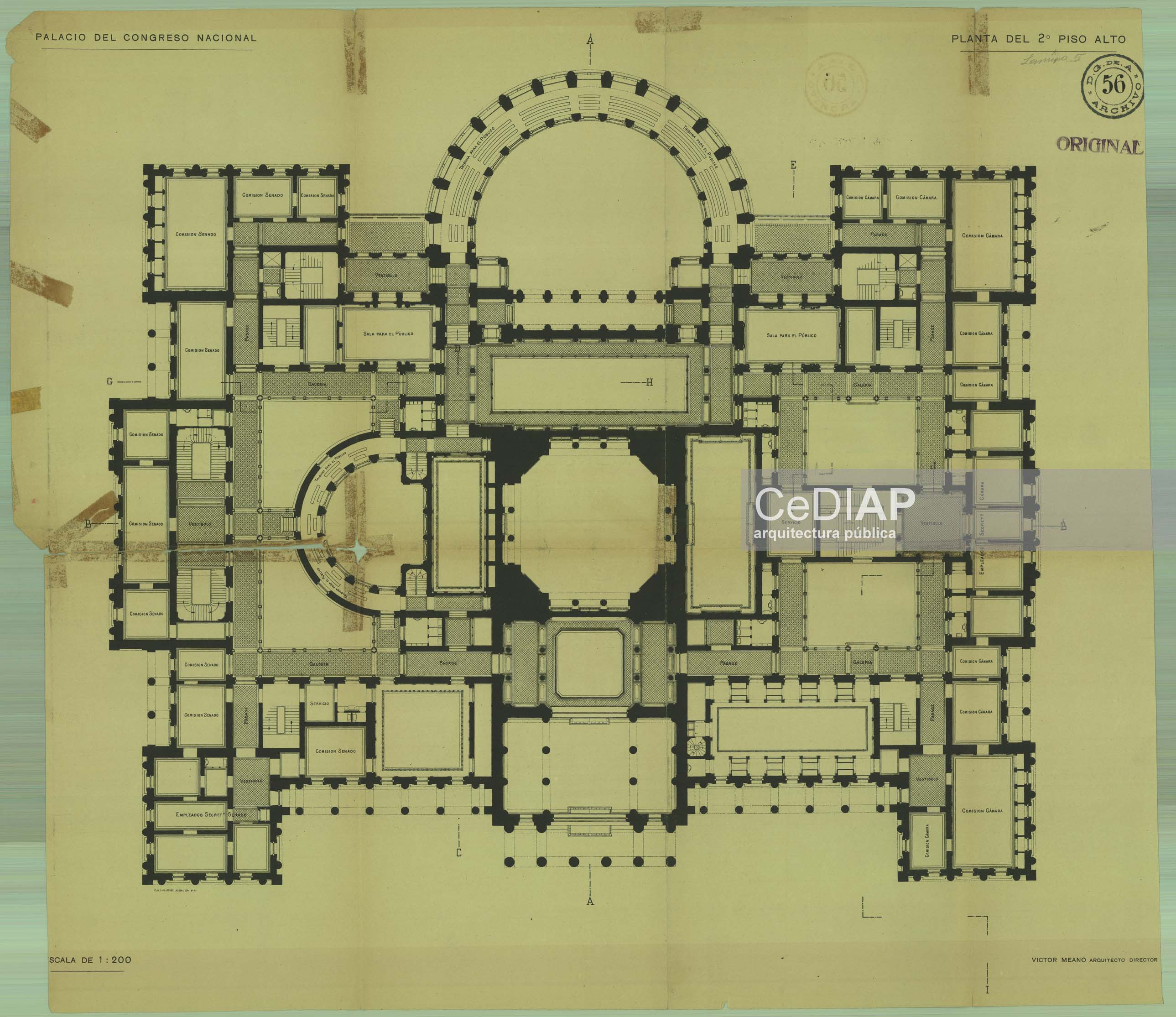
議事堂平面図

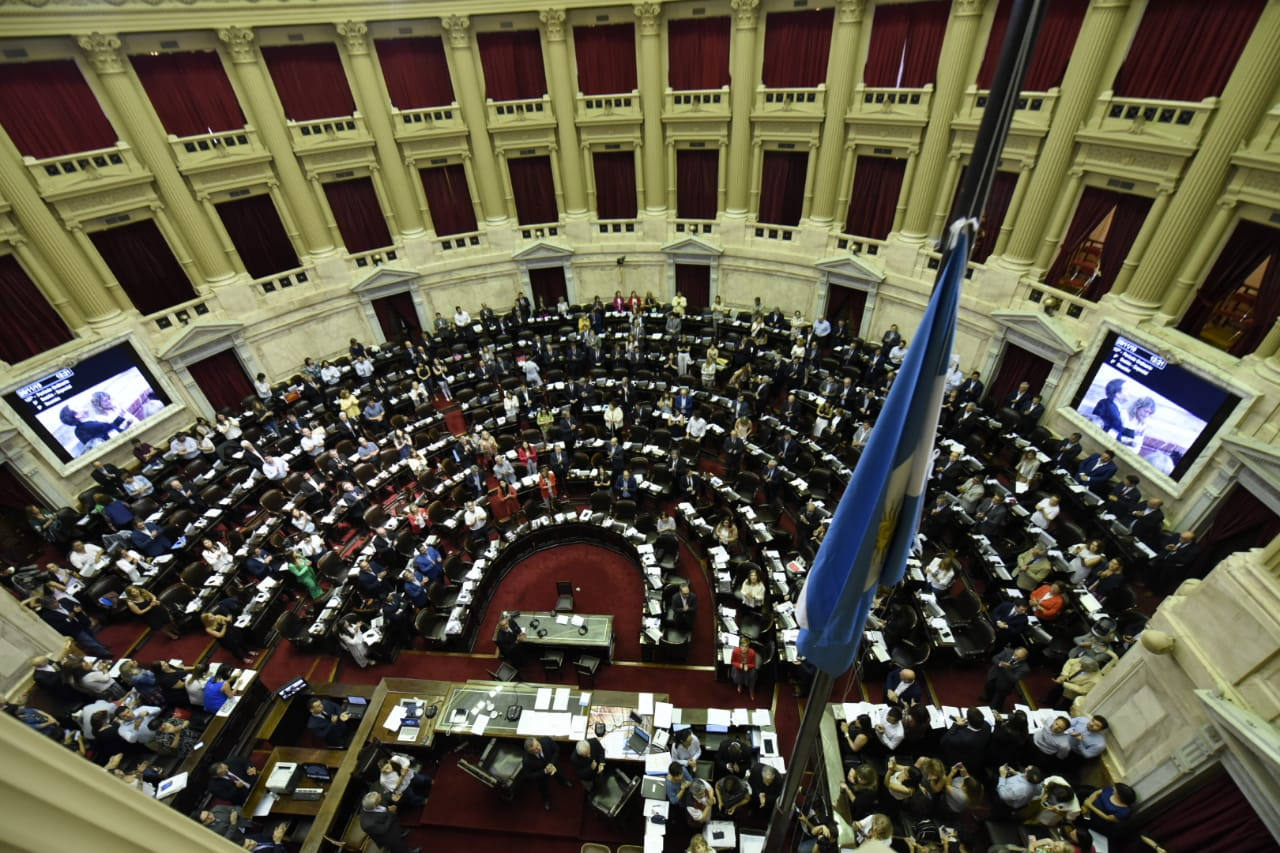
下院
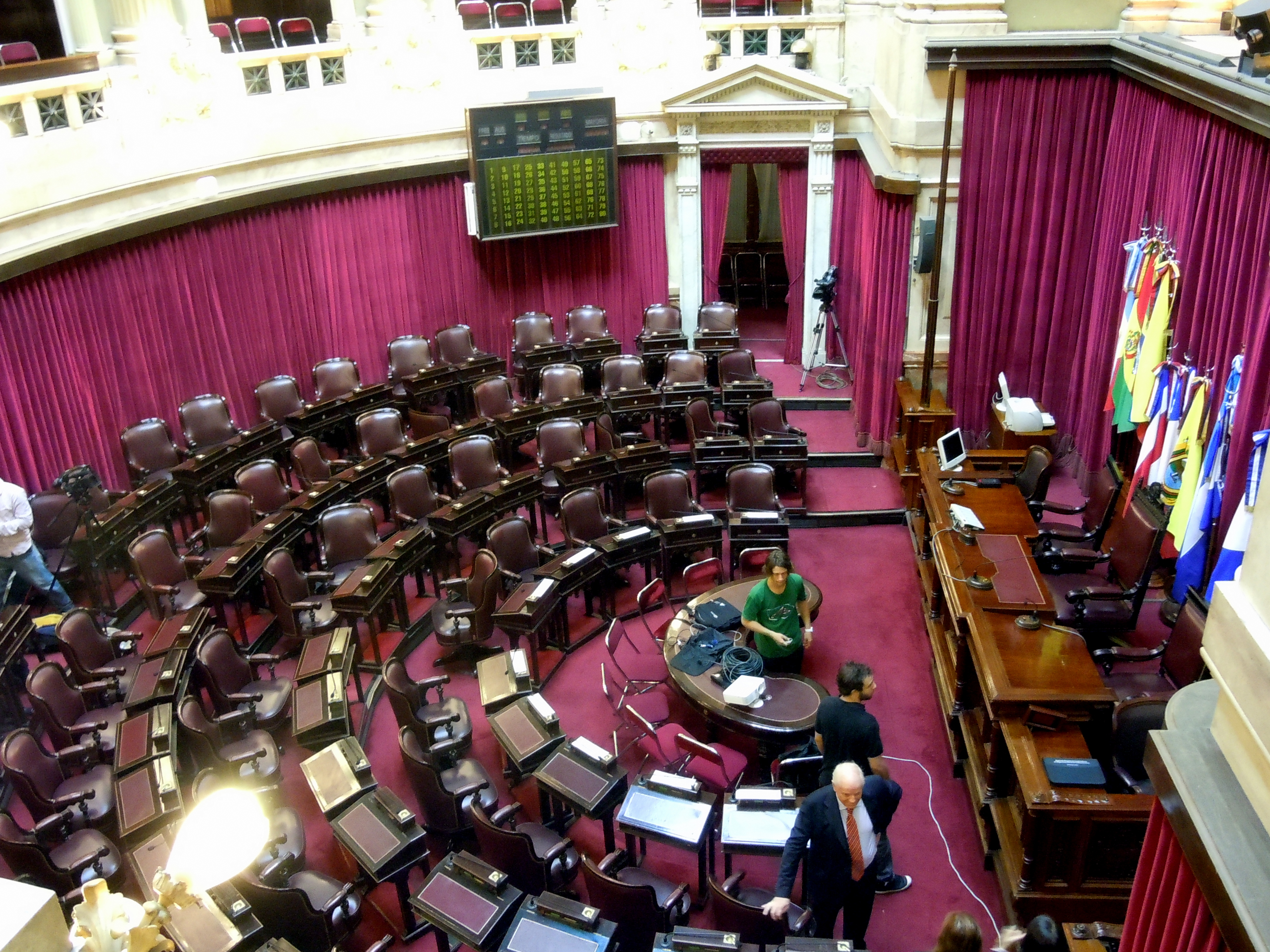
上院
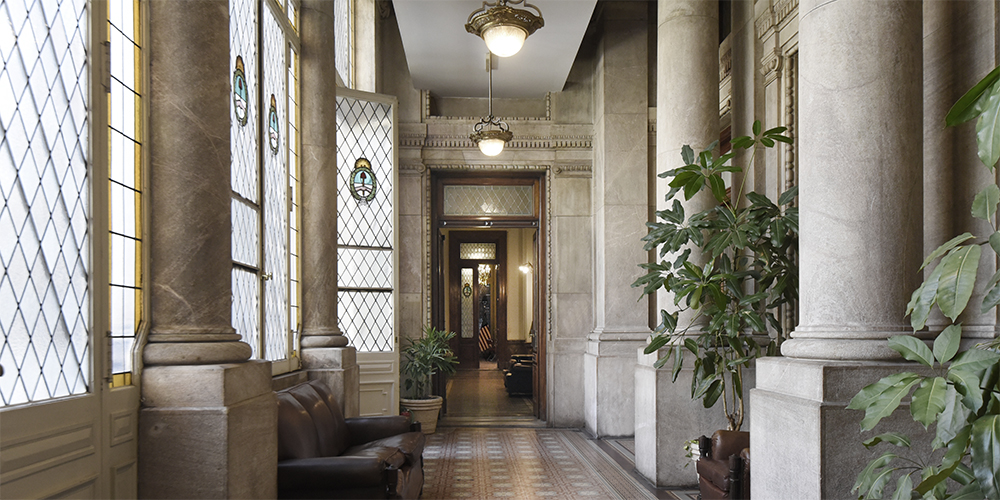
通路
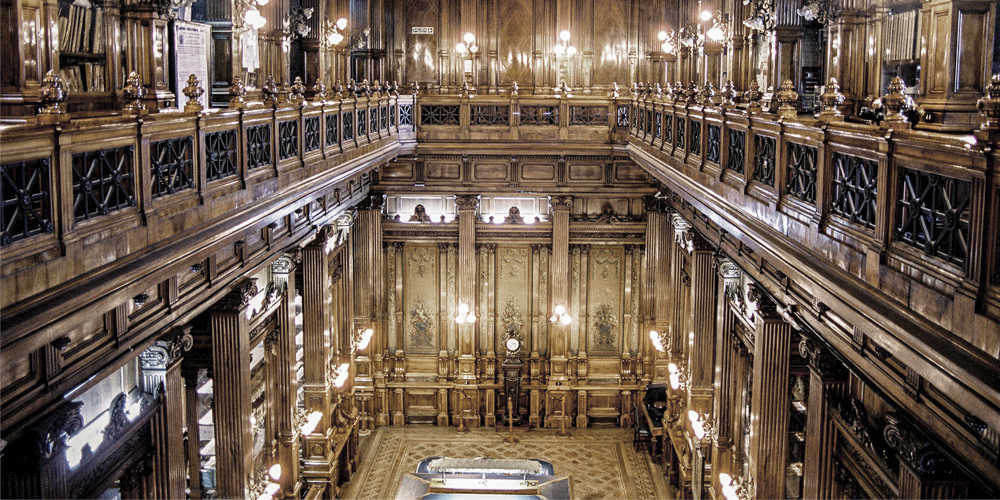
図書館
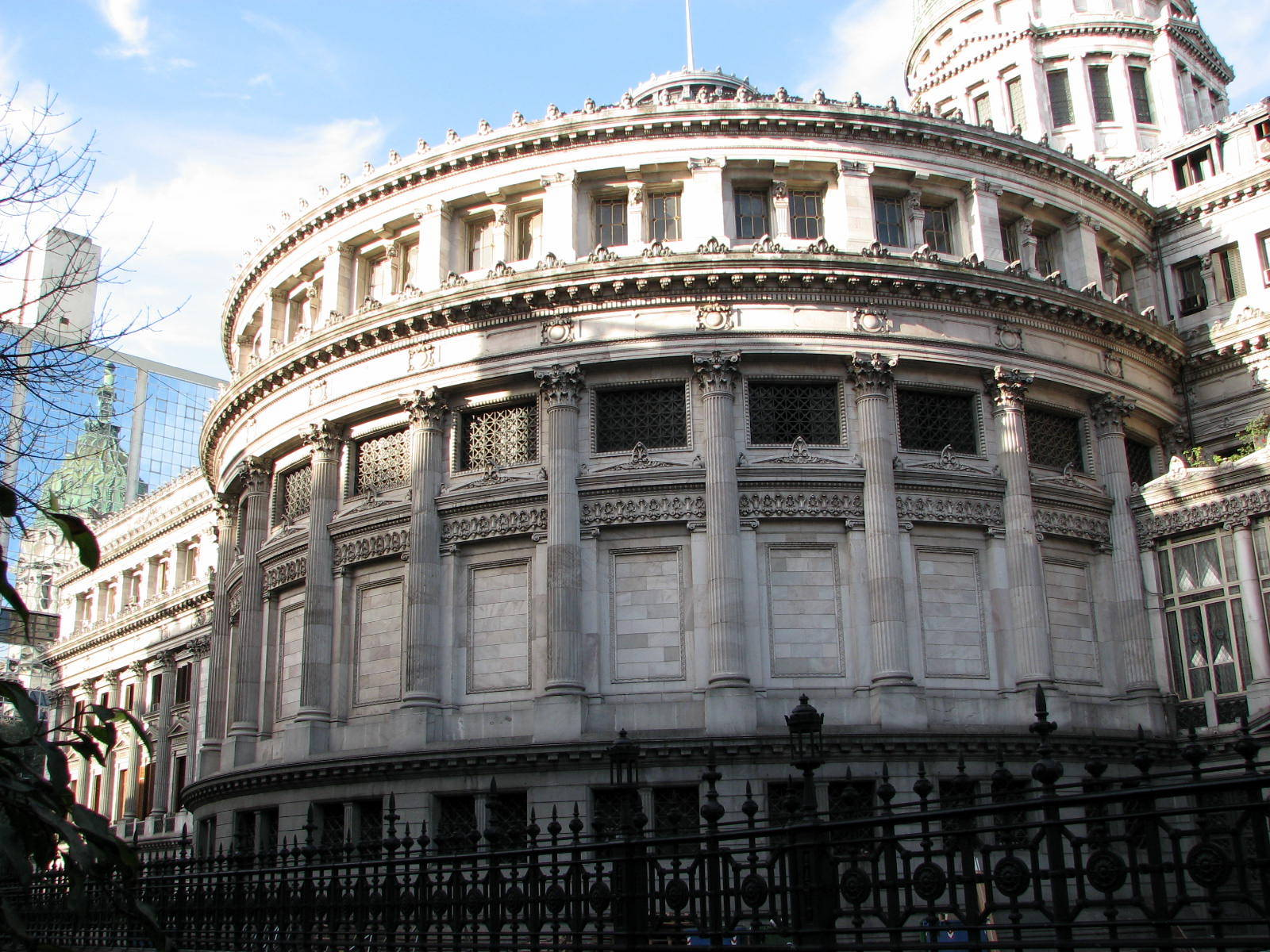
議事堂後部
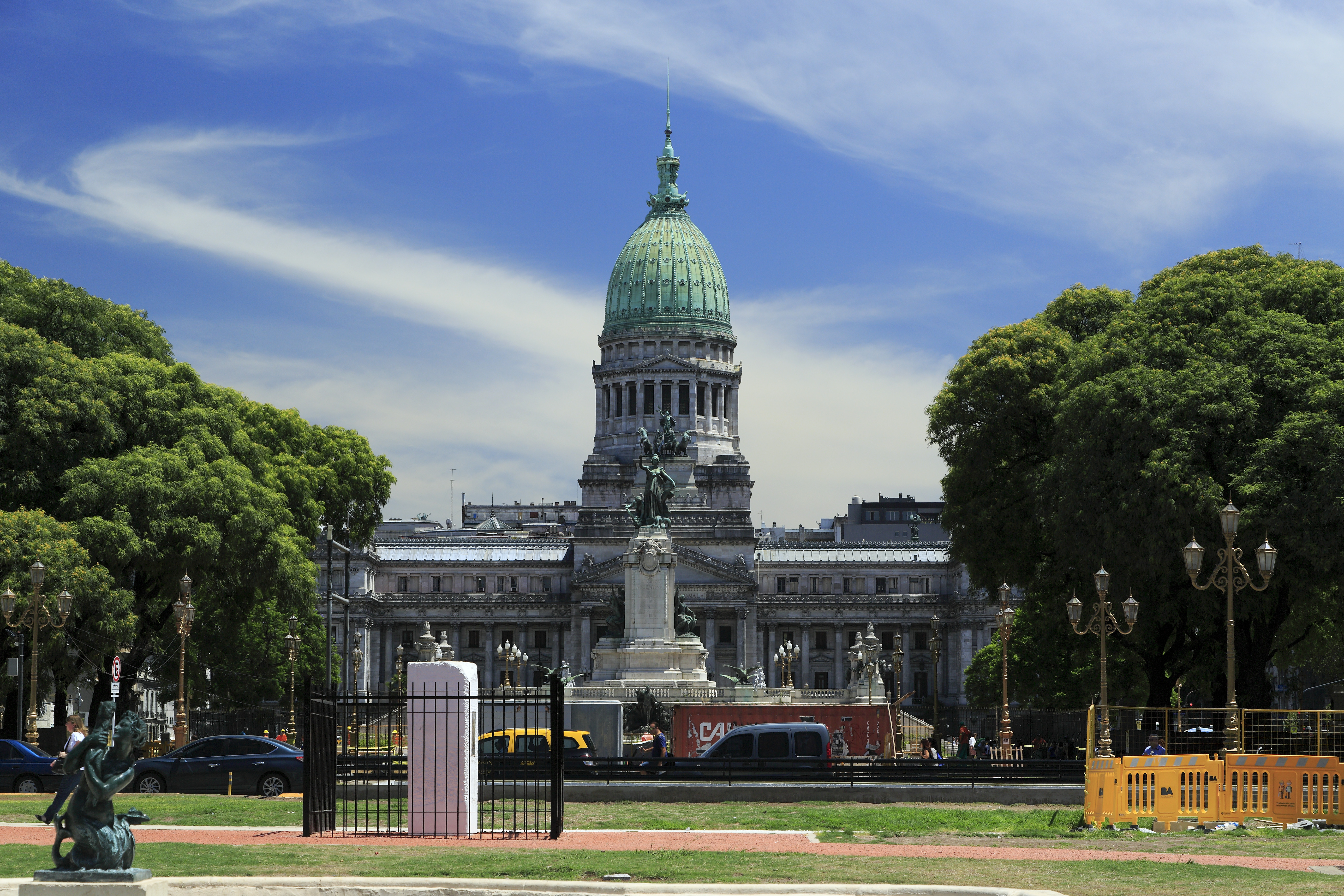
遠景